# Wallersee-Zell
Wallersee-Zell, in nicht-amtlicher Bezeichnungsweise auch Zell am Wallersee, ist ein kleiner Ort im Norden des Bundeslandes Salzburg. Die Ansiedlung liegt im Salzburger Seengebiet und ist Teil der Stadtgemeinde Seekirchen am Wallersee im Bezirk Salzburg-Umgebung. Der Ort wird historisch bestimmt durch die Kirche zur heiligen Magdalena sowie seiner Lage an der Westbahn; wirtschaftlich bedeutend ist der Fremdenverkehr.

## Geographie
Das als Siedlung gezählte Wallersee-Zell liegt 4 Kilometer nordöstlich des Stadtzentrums von Seekirchen auf 516 m ü. A. direkt am Nordufer des Wallersees. Der Ort umfasst etwa 20 Gebäude, namentlich ein Gehöft, die Ortskirche, die Bahnhaltestelle Wallersee, einige Wohnhäuser und Tourismusinfrastruktur.

Hier fließt der aus Waldprechting kommende, insgesamt rund 4,3 km lange Schönbach dem Wallersee zu.
Wallersee-Zell gehört zur Seekirchener Katastralgemeinde Seewalchen und zur Ortschaft Bayerham, in deren Osten sich die Ansiedlung befindet.

Das Bebauungsgebiet hat eine Fläche von rund 0,15 km².
Begrenzt wird es im Westen weitgehend durch die Trasse der Westbahn, und im Süden durch den Wallersee. Im Norden und Osten grenzt größtenteils der Schönbach den Ort von den umliegenden Fluren ab.
Nachbarorte
|          | Huttich                                     |                                                        |
| Bayerham | Kompassrose, die auf Nachbargemeinden zeigt |                                                        |
|          | Wallersee Fischtaging                       | Enzing Seebrunn Mitterfenning (alle Gem. Henndorf a.W) |

## Geschichte

### Meierhof und Kirche Zell
Zell war ursprünglich ein alter Meierhof des Stiftes St. Peter zu Salzburg und ist schon im Frühmittelalter zur Zeit des heiligen Ruperts von Salzburg entstanden. Urkundlich ist der Ort erstmals aber erst Ende des 12. Jahrhunderts erwähnt. Der Ortsname ‚Zell‘ bezieht sich auf eine Klosterzelle und verweist so auf die mönchischen Wurzeln der Siedlung.

### Westbahn-Haltestelle Wallersee
1860 wurde die seinerzeitige Kaiserin Elisabeth-Bahn – die heutige Westbahn – gebaut und die Trasse bei Zell vorbeigeführt. Besonders der Abschnitt Weng–Zell, der Moorgebiet durchquert, erforderte umfangreiche Dammsicherungsmaßnahmen.
Zell bekam eine Haltestelle und den Namenszusatz Wallersee, um seine touristisch interessante Lage zu kennzeichnen. Mit dem Anschluss an die Eisenbahn setzte erstmals Fremdenverkehr ein und es kamen Sommerfrischler in den Ort. Auf das Ortsbild selbst hatte die Namensergänzung des Ortes zu Wallersee-Zell jedoch wenig Einfluss; erst in jüngeren Jahren entwickelten sich der Campingplatz am Ort und die Bootsanlagestelle.

## Verkehr, Wirtschaft und Tourismus
Die jetzige Bahnhaltestelle Wallersee ist die einzige Möglichkeit, mit einem öffentlichen Verkehrsmittel direkt an den See zu gelangen. Die Haltestelle wird von der Linie S2 der S-Bahn Salzburg sowie von Regionalzügen angefahren. Der viergleisige Ausbau der Westbahn als Schnellfahrstrecke zwischen Straßwalchen und Salzburg ist noch im Planungsstadium, es werden diverse Trassierungen untersucht.
Erreichbar ist Wallersee-Zell des Weiteren über die Seekirchener Landesstraße (L 238), wo sich in rund 1 km Entfernung eine Bushaltestelle befindet.
Durch den Ort führt als Seepromenade der Rupertiweg, ein von Nord nach Süd durch Österreich verlaufender Weitwanderweg. Dieser ist hier gleichzeitig Teil eines Rundwanderweges um den Wallersee.

## Kultur und Sehenswürdigkeiten

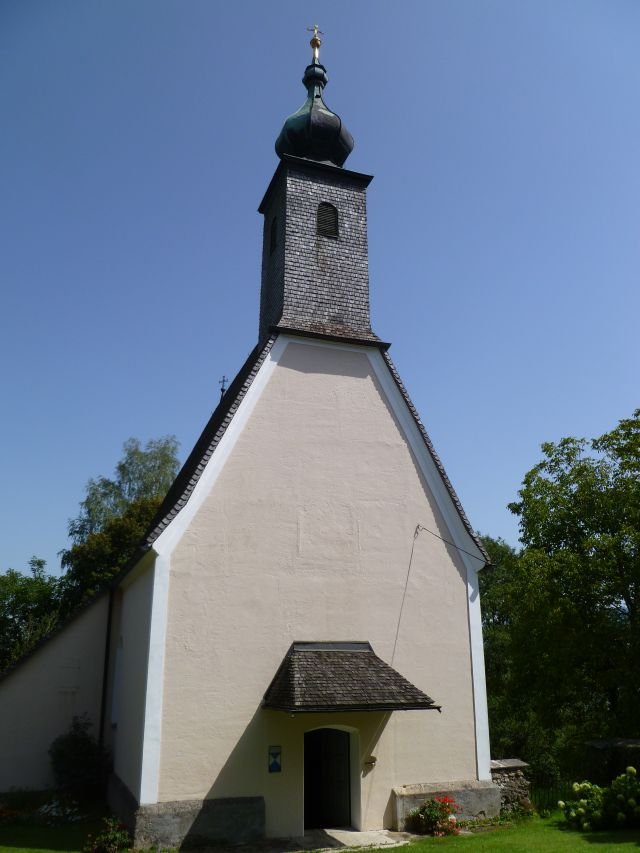
Kirche von Wallersee-Zell

Das Zeller Schlösschen ist heute ein mit einem Turm versehenes Gebäude, das vermutlich auf den mittelalterlichen baulichen Gesamtbestand von Zell zurückgeht.
Die aus dem frühen 16. Jahrhundert stammende Filialkirche Zell am Wallersee steht unter Denkmalschutz (Listeneintrag). Sie ist als Filialkirche der Pfarre Seekirchen der heiligen Magdalena geweiht. Die Kassettendecke und die Empore stammen aus dem 17. Jahrhundert und im 18. Jahrhundert wurde das Innere barockisiert.
Nordöstlich von Wallersee-Zell liegt das Wenger Moor, ein Natur- und Europaschutzgebiet und der größte naturnahe Moorkomplex des Salzburger Alpenvorlandes.